# Lago Boeri
El Lago Boeri (en inglés: Boeri Lake) es un lago en la isla de Dominica, un país en las Antillas Menores. El lago está situado a una altitud de 869 m sobre el nivel del mar por lo que constituye el lago más alto en Dominica. El mismo se encuentra a unos 45 minutos a pie del lago Freshwater en el Parque Nacional Morne Trois Pitons. Él posee una superficie estimada en 1,82 ha (4,5 ac.) por lo que es el segundo lago más grande de Dominica, además tiene unos 35 metros de profundidad. El lago se encuentra en un cráter de un volcán extinto.